# チャンピオンベルト

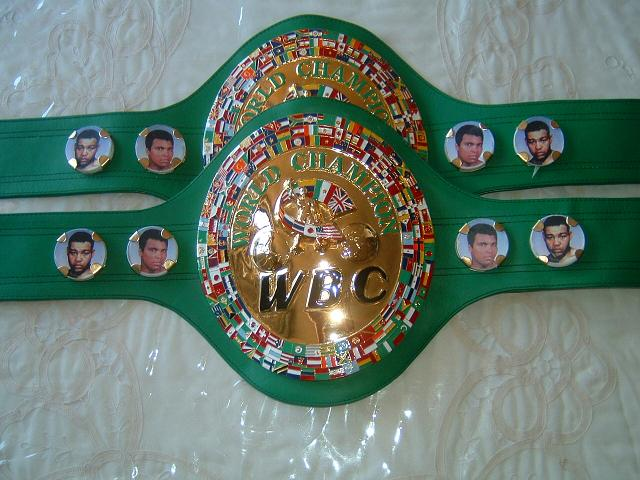
WBCのチャンピオンベルト

チャンピオンベルト（英: championship belt）は、格闘技のプロフェッショナルスポーツ、主としてプロボクシングにおいて選手権（タイトルマッチ）を制した選手に贈られる豪華な飾りがついたベルトのことである。

## 概要
もともと19世紀末にヨーロッパの競技大会で主催者の王侯貴族（スポンサー）から、勝利者には細長いリボンで首から吊すメダルを贈る習慣があったが、太い帯 (Sash)に優勝回数とともに増えた複数のメダルを貼り付けたのが起源。ジョン・L・サリバンに史上初のチャンピオンベルトがボストン市民より贈られたことをきっかけとして、プロの格闘スポーツでチャンピオンになるとベルトが贈られる習慣が始まった。昔は後援会やスポンサーが独自のデザインのものを贈っていたが、現在では認定団体から規格に沿ったものが贈られるのが一般的である。
現在の一般的なチャンピオンベルトは、革製のベルトの上に金属の板を貼り付け、その上に宝石や加盟国国旗、選手権保持者及び歴代保持者の刻印などの装飾が施されている。主となるプレートが前になるのでバックルは背中で留める。チャンピオンベルトは、タイトルを認定・管理する各団体ごとに多種多様なデザインが存在する。各階級を通してデザインには統一感を持たせることで象徴的なものとしている（全米レスリング同盟（NWA）の「レイスモデル」や世界ボクシング評議会（WBC）の「緑のベルト」など）。
一般的にチャンピオンベルトは認定団体が管理所有する持ち回り制が多いが、トロフィーとしての扱いで、王座から陥落したり返上しても個人所有出来る取り切り制もある。取り切り制の場合は、新王者がベルトを一旦儀式的に巻いた後に前王者に返還され、新王者には管理組織が発注した新ベルトが別に贈られる。持ち回り制の場合は後援会やスポンサーが記念に複製のベルトを造ることになるが、大量の複製の発生を防ぐため、本数などに規定を設けている団体もある。また、特製（持ち回りの場合は保持していた当時）のチャンピオンベルトが承認団体から往年の名王者に記念品として贈呈されるケースもある。一般的に取り切り制は数十万ほどの安価で、持ち回り制は高価なベルトが多い。
石井和義・谷川貞治体制時代のK-1や黎明期のUFCのようにタイトルマッチ制度ではなくトーナメント方式でチャンピオンを決める場合は、そのトーナメント優勝者にその都度ベルトが与えられている（回ごとにデザインが変わることが多い）。UFCではトーナメント制からタイトルマッチ制に変更された後も、王座防衛の度に新ベルトが贈られ、王座獲得分と防衛回数分（3度防衛なら4本）のベルトを保持することになっていたが、現在はプロボクシング同様、1人1回王座獲得に付き1本となっている。K-1については2007年以降、タイトルマッチ制（こちらは持ち回り制）と並立でそれぞれチャンピオンベルトを贈呈している。DREAMなどにおいてトーナメント決勝が王座決定戦を兼ねる場合、勝者にトーナメント用とタイトルマッチ用で2本のベルトが贈呈されることもある。

### ボクシング
プロボクシングの場合、王座を認定する団体・コミッション毎にデザインを統一することが多いが、国際ボクシング連盟（IBF）や一時期の東洋太平洋ボクシング連盟（OPBF）のように女子王座のベルトを別の色あるいはデザインとする団体もある。
ボクシング界ではリング誌ベルト以外、チャンピオンベルトが存在しない場合が多かったが、1970年代からプロレス界に倣ってベルト製作が目立ち始める。
王座に挑戦する際にプロモーターは承認料を団体に払うが、この中にベルト代（世界タイトルは50万円前後）が含まれている。負ければベルト代は還ってこず、勿論ベルトも貰えない。
日本ボクシングコミッション（JBC）が制定する日本チャンピオンの現ベルトは2007年6月に更新された6代目が使用されている。革の色は黒で強化プラスチック製のプレートの中央にライオン、右側に日本地図、左側に日本初の世界王者白井義男（5代目使用中に死去）の写真がデザインされており、1本あたりの費用は50万円。ただし、2013年に復活した日本ヘビー級王座のベルトはプレートが金属製に変えられ、革も30cm長い。また、2017年に創設された日本女子王座のベルトは白を基調とし、王者の買い取り（取り切り）制になった。なお、5代目は1991年1月から16年半使用されていた。
近代ボクシングの発祥地であるイギリスの国内王座のベルトは特別にロンズデールベルト（Lonsdale Belt）と呼ばれ、バックルには英国ボクシング協会創立者・第5代ロンズデール伯爵ヒュー・セシル・ラウザーの肖像画がはめ込まれている。初期の物は純金製で歴史的価値が高い。ベルトの価値は時代や保持していた選手によって異なるが、ランディ・ターピンが保持していたものは競売で23,000ポンド（当時約400万円）の値が付いた。ただし、現在では一人につき一本まで、また3度の防衛を果たさなければベルトは貰えない、と定められている。
WBCでは近年、チャンピオンベルトがデザインされたTシャツも合わせて贈呈している。
アマチュアボクシングでも世界選手権や全日本選手権で優勝するとチャンピオンベルトが貰える。

### レスリング
プロレスにチャンピオンベルトを持ち込んだのはジョージ・ハッケンシュミット。1908年にフランク・ゴッチに敗れたがベルトは個人所有とあって譲渡せず。1915年に王者になったジョー・ステッカーへ、アイオワ州ドッジ・シティが市の予算でチャンピオンベルト製作贈呈した。最初にプロレス関係者により世界王座のベルトが製作されたのは1920年12月、エド "ストラングラー" ルイスの「ルイス・ベルト」。大小のダイヤモンドが散りばめられた、時価1万ドルと伝えられている。
タッグ王者は本来トロフィーを王座の象徴としていたが、1960年代からタッグ王者もチャンピオンベルトを巻くようになった。トロフィーはタッグチームで1本、ベルトは選手1人に付き1本となっている。
プロレスでは宝石や貴金属を使用するなど豪華な物が多い。ハーリー・レイスがNWA王者時代に巻いていたゴールドベルトは１キロもの黄金を使用し、NWAの権威も併せ史上最も高価なチャンピオンベルトと言われる。ジャイアント馬場が作らせたPWFヘビー級のベルトも純金が使われている。アントニオ猪木が作らせたIWGP選手権のベルトは時価1億円（1983年当時）ともいわれた。また、同じ団体のベルトでは、ヘビー級・ジュニアヘビー級・タッグなどのベルトでデザインに統一性を持たせる例がよくある。一方、団体によっては、それぞれベルトで革の色を変えて際立たせる例もある（女子プロレスに多い）。
プロレスのチャンピオンベルトは時折、凶器としても使用される。また、ヒールのレスラーがタイトル挑戦をアピールするためベルトを強奪する手段を採ることもある。さらに外敵や管理組織のテリトリーから離脱が決まったり、王座に権威がないと判断されるなどした場合、ベルトを投げつける、踏みつける、ゴミ箱に捨てるなど粗雑に扱うパフォーマンスを見せることもある。また、DDTのアイアンマンヘビーメタル級王座のように、ベルト自体がチャンピオンになることすらある。
各プロレス団体毎に独自に王座を設定していることからその種類も多く、デザインも様々である。ベルトの寿命も様々で、アメリカなどでは王者の交代とともに（長期政権になると一人の王者でも）頻繁に更新される例が多いが、日本では比較的寿命が長く、全日本プロレスの三冠ヘビー級王座のチャンピオンベルトなどは最も新しいPWFヘビー級ベルトでさえ2013年にジャイアント馬場の遺族に返還されるまで40年以上も使用されていた。また、ジュニア8冠王座の様に、統一後に単体で王座戦を行って解体したベルトもある。さらに、アイスリボンのインターナショナル・リボンタッグ王座初代ベルトの様に、過去に封印されたベルトを再利用するケースもある。一方でベルトに王者が装飾を施す事もあり、大日本プロレスのBJW認定デスマッチヘビー級王座2代目ベルトでは、当時の王者である伊東竜二によって、有刺鉄線が蜘蛛の巣状に張られた。
アマチュアレスリングでも世界選手権で優勝すればベルトを貰うことが出来る。

### キックボクシング
キックボクシングの元になったムエタイでは、革製のベルト以外にも、伝統的な布製のベルトも使われている。IKUSAでは、チャンピオンベルトの代わりに日本刀が贈呈される。

## 格闘技以外のチャンピオンベルト

### モータースポーツ
NASCARカップ・シリーズのうち、ラスベガス・モーター・スピードウェイで開催されるシェルビー427では、開催地が格闘技の聖地であることに因んで、トロフィーでなくチャンピオンベルトが贈呈される。

### ゴルフ
ゴルフの全英オープンでは当初優勝者に持ち回りでチャンピオンベルトを贈呈しており、3年連続優勝者には「取り切り」の特典が付けられていた。トム・モリス・ジュニアが1868年から3連覇を達成したため取り切りとなり1871年は大会中止。1872年の第12回大会からは、「クラレット・ジャグ」と呼ばれるトロフィーに変更された。しかし、125周年となる1985年大会で115年ぶりにレプリカながら復活し、サンディ・ライルが獲得。150周年となる2010年にもレプリカが贈呈され、ルイス・ウーストハウゼンが獲得。なお、モリスが獲得したチャンピオンベルトは現在、R&Aのクラブハウスに展示されている。
また、現在でもコンペではチャンピオンベルトを贈呈する機会が多い。

## スポーツ以外でのチャンピオンベルト

### 演芸コンテスト
爆笑オンエアバトルの年間チャンピオンやダイナマイト関西などの演芸コンテストの優勝者にはチャンピオンベルトが贈られる。
チャンピオンベルト製作者として知られるレジー・パークスによると、ある自動車販売店でその月の営業成績優秀者に贈るチャンピオンベルトの注文があるという。